# Quesada (Costa Rica)
Quesada ist ein Bezirk und eine Stadt in der Provinz Alajuela in Costa Rica. Sie ist die Hauptstadt des Kantons San Carlos. Obwohl Ciudad Quesada der offizielle Name ist, wird er üblicherweise mit dem Gebietsnamen San Carlos bezeichnet. Ciudad Quesada ist auch die bevölkerungsreichste Stadt im Kanton San Carlos.
Die Stadt ist das wirtschaftliche und politische Zentrum der Region, insbesondere für die Landwirtschaft und die Milchwirtschaft. Der Bezirk Quesada und seine Umgebung produzieren mehr als die Hälfte der gesamten Milch in Costa Rica.

## Geografie
Quesada hat eine Fläche von 144 km² und eine Höhe von 656 m. Es liegt am Fuße der Cordillera Central (Zentralgebirge) am südlichen Rand der San-Carlos-Ebene, einem ausgedehnten Tiefland, das einen großen Teil des karibischen Hanges im Norden Costa Ricas bildet. Sie liegt 79 km nordwestlich der Provinzhauptstadt Alajuela und 90,9 km von der nationalen Hauptstadt San José entfernt.

## Geschichte
Die Stadt wurde zunächst La Unión genannt, was später in Villa Quesada geändert wurde. Villa Quesada wurde am 8. Juli 1953 per Gesetz der Titel „Ciudad“ (Stadt) verliehen.

## Bevölkerung
Bei der Volkszählung 2011 hatte Ciudad Quesada 42.060 Einwohner.

## Wirtschaft
Die Stadt ist ein wichtiges Handelszentrum für Landwirtschaftsbetriebe im Umland. Sie ist bekannt für ihre Lederwaren, aber auch für ihre Milchproduktion. Die Stadt beherbergt einige wichtige Produktionsanlagen im Zusammenhang mit dem Agrarsektor.
Die Stadt beherbergt Einrichtungen der größten Molkereigenossenschaft Costa Ricas, welche Käse und Milchprodukte produzieren.

## Sport
Der Fußballverein der Stadt ist AD San Carlos, der in der costa-ricanischen Primera División spielt. Sie tragen ihre Heimspiele im Estadio Carlos Ugalde Álvarez aus.

## Religion
Die Stadt bildet den Sitz des Bistums Ciudad Quesada.